# Dunkirk (film 2017)
Dunkirk è un film del 2017 co-prodotto, scritto e diretto da Christopher Nolan. Ambientato durante la seconda guerra mondiale, il film racconta dell'evacuazione di Dunkerque nel maggio del 1940, ed è interpretato da un cast corale che comprende Fionn Whitehead, Tom Glynn-Carney, Jack Lowden, Harry Styles, Aneurin Barnard, James D'Arcy, Barry Keoghan, Cillian Murphy, Mark Rylance, Tom Hardy e Kenneth Branagh.
Dopo aver pianificato un film sull'evacuazione di Dunkerque per più di venticinque anni, Nolan ha scritto la sceneggiatura per raccontare la vicenda con pochi dialoghi e da tre punti di vista differenti (la terra, l'aria e il mare). Le riprese del film, girato su pellicola IMAX 65mm e pellicola a grande formato 65mm, sono cominciate nel maggio del 2016 a Dunkerque per poi essere terminate a Los Angeles. Per aumentare il realismo del film, la produzione ha usato il più possibile effetti speciali reali e non in computer grafica, facendo inoltre ricorso ad aeroplani d'epoca e alle imbarcazioni che realmente parteciparono all'evacuazione.
Dunkirk è stato distribuito il 21 luglio 2017 negli Stati Uniti e il 31 agosto dello stesso anno in Italia.

## Struttura
Il film è strutturato lungo tre linee narrative, ognuna ambientata in un determinato arco temporale: la prima linea comincia sulla terraferma e copre un arco temporale di una settimana; la seconda linea è ambientata in mare e dura un giorno; la terza copre un'ora di tempo e ha luogo nei cieli. Queste tre linee narrative si intrecciano secondo uno sviluppo non lineare.

## Trama
Nel maggio del 1940, dopo l'invasione della Francia da parte della Germania nazista, migliaia di soldati alleati si sono ritirati sulle spiagge di Dunkerque e, circondati dall'esercito tedesco, attendono di essere evacuati.

### I. La terra
Tommy, un soldato del British Army, si ritrova insieme ai suoi compagni sotto il fuoco tedesco per le strade di Dunkerque, ed è l'unico che riesca a salvarsi e a raggiungere il perimetro difensivo che le truppe francesi hanno predisposto attorno alla spiaggia in vista dell'evacuazione. Sulla spiaggia incontra un altro soldato che sta seppellendo un compagno, e insieme, dopo essersi imbattuti in un soldato creduto morto, decidono di fingersi degli infermieri e recarsi alla nave ospedale in partenza con la speranza di riuscire a imbarcarvisi. Tuttavia, dopo aver caricato il soldato, i due vengono fatti scendere, così decidono di nascondersi sotto il molo in modo da poter salire di nascosto a bordo della prossima nave.
Alcuni aerei tedeschi attaccano però il molo colpendo la nave ospedale carica di feriti, che cola a picco. Nella confusione che segue Tommy salva un altro soldato, Alex, e insieme il giorno dopo riescono a salire a bordo di una seconda nave in procinto di salpare. Anche questa nave tuttavia viene affondata, questa volta dal siluro lanciato da un U-Boot, ma i tre riescono a mettersi in salvo. Nel frattempo il generale Bolton e il colonnello Winnant analizzano la situazione: Winston Churchill ha rifiutato l'offerta della Germania di arrendersi e si è impegnato a far evacuare almeno trentamila soldati; inoltre l'esercito ha deciso di requisire ed impiegare navi civili come mezzi nelle operazioni di soccorso, in modo da poter lasciare le navi da guerra a difesa del Regno Unito.
Il giorno dopo i tre si uniscono a un gruppo di soldati scozzesi che vuole nascondersi all'interno di una barca arenata e usarla per fuggire non appena la marea si sarà alzata. Dopo alcune ore, proprio quando la marea si alza abbastanza da far galleggiare la nave, i tedeschi però iniziano a colpire lo scafo a colpi di fucile, dapprima come "tiro a segno" e poi, una volta accortisi che la nave è piena di uomini, in maniera cospicua, tanto che l'imbarcazione inizia a imbarcare acqua e fatica a restare a galla. Cercando un modo per diminuire il peso della nave, Alex accusa il compagno di fuga (quello che stava seppellendo il soldato), di essere una spia al soldo dei tedeschi, ma scopre che questi è francese e aveva rubato la divisa al soldato che stava seppellendo, e gli intima col fucile di lasciare la nave.
L'imbarcazione comincia ad affondare e il soldato francese affoga all'interno della nave, mentre Alex e Tommy cominciano a nuotare verso una nave dragamine, che viene tuttavia affondata da un bombardiere tedesco. I due riescono a salvarsi grazie all'arrivo del signor Dawson, che assieme a centinaia di altre imbarcazioni civili si era recato verso le coste di Dunkirk per aiutare le operazioni di evacuazione. Insieme a numerosi altri soldati, Tommy e Alex tornano nel Regno Unito. Alex teme che saranno considerati dei codardi per essersi ritirati dalla battaglia, ma vengono accolti positivamente dalla popolazione. Sulla spiaggia gli ufficiali Bolton e Winnant osservano soddisfatti gli ultimi soldati evacuati: trecentomila uomini, dieci volte le previsioni iniziali. Winnant sale a bordo dell'ultima nave, mentre Bolton decide di restare per aiutare i francesi rimasti sulla costa.

### II. Il mare
Lungo le coste meridionali della Gran Bretagna, la Royal Navy ordina ai civili proprietari di barche di qualsiasi tipo di dirigersi a Dunkerque e di aiutare nell'evacuazione; fra questi c'è il signor Dawson, il quale accetta senza esitare, ma non lascia la sua imbarcazione nelle mani della Marina, decidendo di partire insieme a suo figlio Peter; a loro si unisce anche George, un amico del figlio, nella speranza di poter essere di aiuto. Mentre sono in viaggio verso Dunkerque, i tre scorgono un soldato sotto shock seduto sulla chiglia capovolta di una nave, unico sopravvissuto di un attacco di uno U-Boot, e lo prendono a bordo. Quando scopre che Dawson si sta dirigendo a Dunkerque, il soldato cerca di prendere il controllo della barca e nella colluttazione colpisce George, che cade e sbatte violentemente la testa contro il timone, perdendo la vista: tuttavia il ragazzo incoraggia l'amico manifestando la propria stima per il signor Dawson, affermando che quella di imbarcarsi con loro era stata la miglior scelta che avesse potuto fare della propria vita. Dawson decide di continuare comunque il viaggio verso Dunkirk.
Durante la navigazione viene avvistato un Supermarine Spitfire precipitare in mare e Dawson si avvicina, sperando che il pilota sia sopravvissuto. Collins, il pilota del caccia britannico, viene salvato in extremis e l'imbarcazione riprende così il suo avvicinamento alla costa francese, durante il quale si imbatte nella nave dragamine sotto attacco di alcuni aerei tedeschi; sfuggiti al fuoco nemico, Dawson e gli altri si avvicinano alla nave, che sta perdendo gasolio, e traggono in salvo quanti più soldati possibile, tra cui Tommy e Alex. Mentre si allontanano si scopre che George è morto, ma Peter, superando le iniziali remore e i rancori, decide di mentire al soldato sotto shock, per non peggiorare ulteriormente la sua condizione emotiva, e lo rassicura sulle condizioni del ragazzo. Tornati nel Dorset, mentre Mr. Dawson e suo figlio vengono ringraziati per il loro gesto, il soldato che ne aveva causato la caduta vede il corpo di George essere portato via. In seguito, Peter mostra al padre un articolo di un giornale locale in cui George viene acclamato come eroe.

### III. Il cielo
A bordo dei loro Spitfire, i piloti Farrier, Collins e il caposquadra si dirigono verso Dunkerque per dare supporto aereo alle truppe in attesa di evacuazione sulle spiagge. L'indicatore del livello di carburante dell'aereo di Farrier è guasto, ma egli continua la missione basandosi su calcoli manuali, dapprima aiutato dai riferimenti fornitigli dal collega sull'altro velivolo. Mentre sono in volo un caccia della Luftwaffe colpisce l'aereo del caposquadra, che precipita. Farrier assume il comando e il volo verso l'obiettivo continua. I due riescono ad abbattere un nemico, ma l'aereo di Collins è danneggiato e il pilota è costretto a un ammaraggio di fortuna da cui viene salvato in extremis dal figlio di Dawson, Peter.
A questo punto Farrier è rimasto solo e sta consumando tutto il carburante. Osserva l'affondamento della nave a bordo della quale erano Tommy e Alex, soccorre il dragamine sotto attacco abbattendo il bombardiere tedesco Heinkel He 111, prosegue il volo giungendo infine sopra la spiaggia di Dunkerque. A motore ormai spento, abbatte lo Junkers Ju 87 pronto a colpire le truppe alleate sul molo e le navi, quindi atterra sulla riva sabbiosa, distruggendo il proprio velivolo e finendo per essere catturato dai tedeschi.

## Produzione

### Sviluppo
Il regista e sceneggiatore Christopher Nolan cominciò a pensare a un film incentrato sull'evacuazione di Dunkerque già negli anni novanta, quando insieme a sua moglie Emma Thomas attraversò la Manica diretto a Dunkerque. Nel luglio 2015 Nolan concluse una bozza del film, ancora senza titolo. Nel settembre 2015 la Warner Bros. fissò al 21 luglio 2017 la data di uscita del film, mentre nel dicembre 2015 venne annunciato il titolo della pellicola. Nello stesso mese venne riportato che diversi attori, tra cui Tom Hardy, Mark Rylance e Kenneth Branagh, erano in trattative per prendere parte alla pellicola. Nel febbraio 2016 venne confermato che Hoyte van Hoytema sarebbe stato il direttore della fotografia del film, dopo aver già collaborato con Nolan per Interstellar. Nel marzo 2016 Fionn Whitehead venne scelto per il ruolo di protagonista, e poco dopo si unirono al cast Jack Lowden, Aneurin Barnard e Harry Styles. Ad aprile 2016 entrò nel cast Cillian Murphy, a cui seguirono James D'Arcy, Barry Keoghan e Tom Glynn-Carney nel maggio seguente.

#### Sceneggiatura
Inizialmente Nolan aveva pensato di girare il film senza alcuna sceneggiatura per potersi concentrare sul movimento e sull'azione, ma Thomas lo convinse a rinunciare all'idea. La sceneggiatura del film, lunga 76 pagine, è la più corta mai scritta da Nolan, ed è scritta seguendo una precisa struttura matematica e dei principi musicali. La sceneggiatura è composta come un trittico e racconta la vicenda da tre prospettive diverse (la terra, il mare, l'aria), secondo tre diversi tempi (una settimana, un giorno, un'ora). L'intero film segue il cosiddetto "effetto valanga", o "effetto palla di neve", solitamente usato da Nolan solo nel terzo atto dei suoi film, in cui la situazione coinvolge sempre più aspetti e avvenimenti, spesso aggravandosi, e il ritmo diventa sempre più concitato.
Nolan si approcciò al materiale in modo documentaristico, ma per la creazione dei personaggi decise di ispirarsi solo vagamente a persone reali e alle testimonianze; a tal proposito Nolan dichiarò:
Uno degli aspetti più interessanti di Dunkirk, secondo Nolan, è il suo contravvenire alla formula hollywoodiana, poiché nonostante abbia alle spalle un grande budget, il film racconta un evento che non rappresentò una vittoria bellica per gli alleati e che non coinvolse in alcun modo gli Stati Uniti. Nonostante avesse già le idee chiare sul film, Nolan decise di aspettare a realizzarlo in modo da acquistare maggior fiducia e competenza nella regia di grandi blockbuster. Un'altra scelta di Nolan fu quella di non mostrare mai i soldati tedeschi sullo schermo in modo da attenersi alla prospettiva dei soldati sulla spiaggia; inoltre non inserì alcuna scena con Winston Churchill o con generali intenti a dare ordini nelle war room per non «essere sommerso dall'aspetto politico» della vicenda. Nolan affermò di aver preso ispirazione da undici film, di cui solo due sono film di guerra: Niente di nuovo sul fronte occidentale, Vite vendute, Alien, Speed, Unstoppable - Fuori controllo, Rapacità, Aurora, La figlia di Ryan, La battaglia di Algeri, Momenti di gloria e Il prigioniero di Amsterdam.
Il consulente storico del film fu Joshua Levine, anche autore del libro Dunkirk: The History Behind the Major Motion Picture.

### Riprese
Le riprese del film cominciarono il 23 maggio 2016 a Dunkerque, in Francia, negli stessi luoghi in cui avvenne la vera evacuazione, con il titolo di lavorazione "Bodega Bay". Vennero effettuate delle riprese anche ad Urk, nei Paesi Bassi, a Swanage e Weymouth nel Dorset, e a Los Angeles.

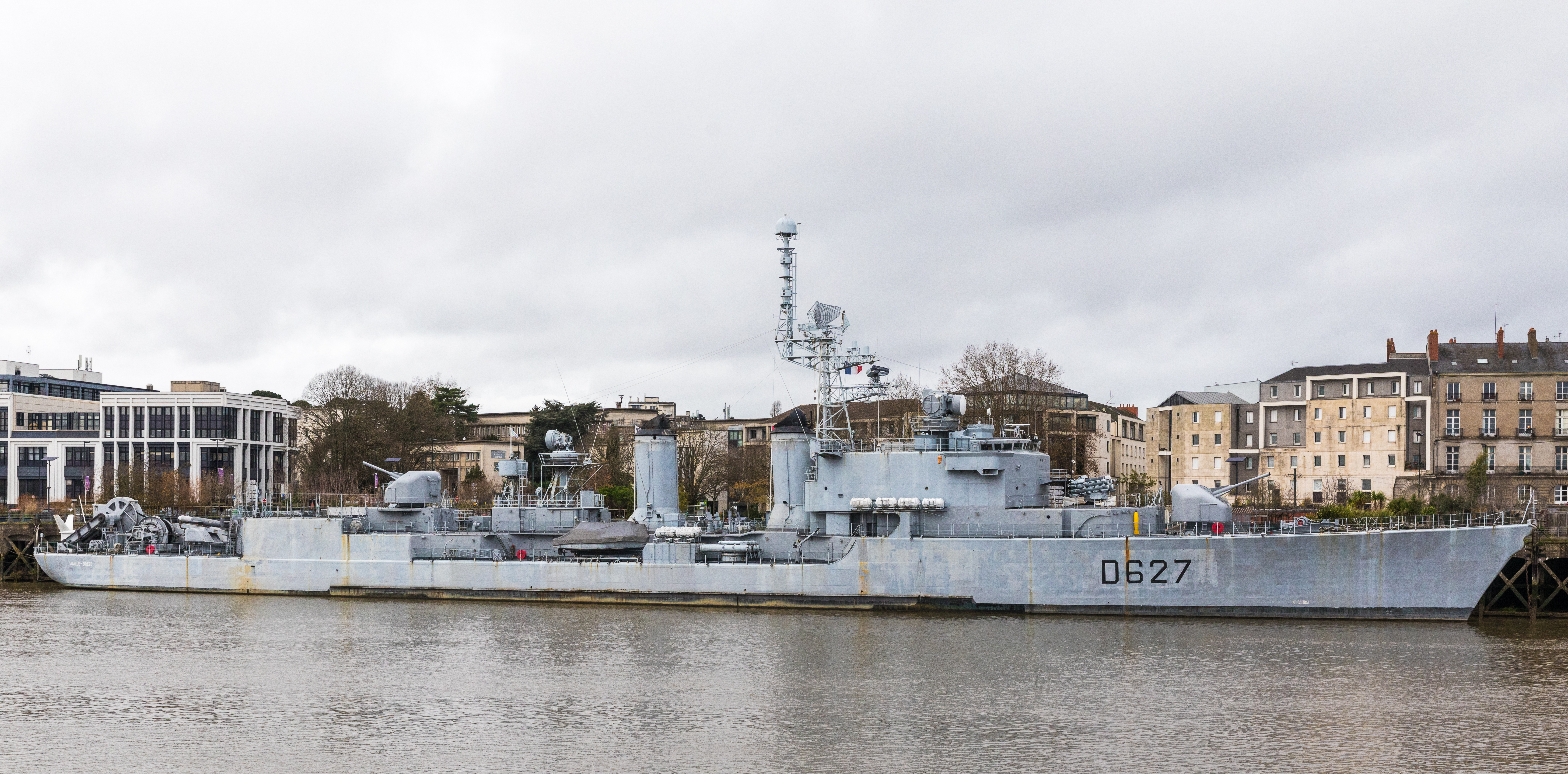
Il cacciatorpediniere francese Maillé-Brézé usato nel film.

Il film è girato con un misto di pellicola IMAX e pellicola a grande formato 65mm. Nel film vengono usate per la prima volta camere IMAX a mano. Per le riprese sulle barche in mare aperto, Nolan si consultò con Steven Spielberg e Ron Howard. Il coordinatore della marina Neil Andrea aiutò la produzione a trovare oltre sessanta navi da guerra d'epoca da usare nel film, tra cui il cacciatorpediniere della Marine nationale Maillé-Brézé, trasformato in un cacciatorpediniere britannico. Gli aeroplani vennero dotati di due abitacoli in modo da permettere le riprese in volo. Nel film vennero usati due Supermarine Spitfire Mk.IA, un Supermarine Spitfire Mk.VB e un Hispano Aviación HA-1112, mascherato da Messerschmitt Bf 109. La produzione costruì inoltre una replica di uno Spitfire, su cui venne montata una camera IMAX, che venne poi fatto schiantare in acqua. Vennero inoltre usati dei modellini in grande scala controllati a distanza, tra cui una riproduzione dell'Heinkel He 111 e del Junkers Ju 87; molti di questi modellini vennero fatti precipitare nella Manica. Le camere IMAX vennero montate direttamente sui caccia usando delle speciali lenti e dei mockup in grande scala vennero sommersi per le scene degli schianti degli aerei.
Una piccola imbarcazione degli anni trenta (la Moonstone) venne usata per sei settimane per alcune delle scene più impegnative del film, in cui oltre sessanta persone si trovano a bordo della barca, progettata per ospitare meno di dieci persone. Vennero inoltre usate dodici imbarcazioni d'epoca che presero realmente parte all'evacuazione di Dunkerque. Per limitare l'uso della CGI, la produzione utilizzò sagome di cartone di soldati e veicoli per creare l'effetto di un grande esercito.

### Post-produzione
Lee Smith, abituale collaboratore di Nolan, lavorò al montaggio del film. Smith cominciò a lavorare senza la supervisione di Nolan, quando le riprese erano ancora in corso. Double Negative si occupò degli effetti visivi.

## Colonna sonora
Nel gennaio 2016 venne confermato che Hans Zimmer avrebbe composto le musiche del film, su cui aveva già incominciato a lavorare. Si tratta della sesta collaborazione tra Zimmer e Nolan.
Nolan spiegò di aver scritto la sceneggiatura del film in modo da assecondare l'illusione uditiva della scala Shepard, che il regista aveva già sperimentato in The Prestige (2006), e anche la colonna sonora segue questo principio, creando una sensazione di intensità continua e crescente. Inoltre Nolan inviò a Zimmer una registrazione del ticchettio di un orologio e Zimmer cominciò a comporre le musiche del film partendo da quel ritmo. È stata pubblicata da WaterTower Music il 21 luglio 2017.

## Promozione
Il 4 agosto 2016 venne pubblicato un teaser trailer del film. Il 14 dicembre 2016 venne pubblicato il primo trailer. Un'anteprima di sette minuti del film è stata proiettata in diversi cinema statunitensi prima delle proiezioni IMAX di Rogue One: A Star Wars Story.

## Distribuzione

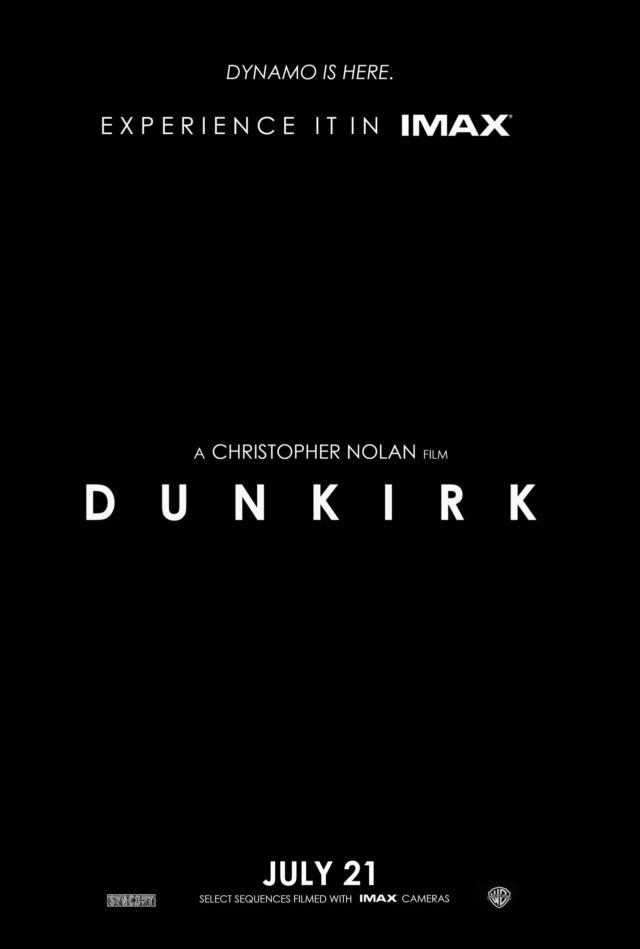
Un poster del film

Dunkirk è stato distribuito il 21 luglio 2017 negli Stati Uniti e il 31 agosto 2017 in Italia, anche in formato IMAX. Si tratta della più grande distribuzione in formato 70mm dal 1992.

### Edizione italiana
La direzione del doppiaggio e i dialoghi italiani sono a cura di Marco Mete, per conto della Laser Digital Film.

## Accoglienza

### Incassi
Dunkirk, a fronte di un budget di 100 milioni di dollari, ha incassato 188045546 $ in Nord America e 337000000 $ nel resto del mondo, per un totale globale di 525045546 $.
In Italia il film esordì in testa al botteghino con un incasso di 627000 €. Al termine delle proiezioni il film ha incassato circa 10.6 milioni di €.

### Critica
Dunkirk è stato acclamato dalla critica. Sull'aggregatore di recensioni Rotten Tomatoes ha una percentuale di gradimento del 92%, con un voto medio di 8.7 su 10 basato su 469 recensioni. Il commento del sito recita: «Dunkirk offre uno spettacolo emozionante e soddisfacente, offerto da un regista-sceneggiatore con il controllo totale della sua arte e portato in vita da un cast corale di talento che onora una storia reale». Su Metacritic ha un voto di 94 su 100 basato su 53 recensioni.
Todd McCarthy di The Hollywood Reporter ha definito il film «un capolavoro impressionista», lodando la struttura narrativa del film e l'aspetto visivo del film: «Tutti i film di Nolan sono fortemente visivi, ma è indubbio che Dunkirk lo è più degli altri, data la scarsità, e la rigida funzionalità, dei dialoghi. Questo non è un film di guerra dai discorsi ispiratori, dalle digressioni sulle persone amate a casa o sulle speranze per il futuro. No, riguarda tutto il qui ed ora e i problemi del momento in condizioni che richiedono sia un'attesa infinita e reazioni immediate». Alfonso Duralde di TheWrap ha definito il film «clamoroso in ogni senso della parola [...] è un successo per Nolan e una nuova vetta a cui dovranno aspirare in futuro i drammi d'azione». Chris Nashawaty di Entertainment Weekly ha dato al film il punteggio massimo, definendolo il miglior film dell'anno. Brian Truitt di USA Today ha lodato la colonna sonora di Zimmer e la regia di Nolan, definendo Dunkirk «un film di guerra che celebra ciò che c'è di buono nell'umanità e al tempo stesso rende chiaro che non c'è vittoria senza sacrificio». Robbie Collin del Telegraph ha definito il film «un'opera di un'intensità da far martellare il cuore e uno spettacolo che merita di essere visto sullo schermo più grande e più bello possibile».
Peter Bradshaw di The Guardian ha dato al film cinque stelle su cinque, definendolo il migliore di Nolan e scrivendo: «Questo è un film potente, realizzato in modo superbo, con una storia da raccontare, che evita l'eccitazione data dalla guerra in favore di qualcosa di desolato e apocalittico, una spiaggia della vergogna, disseminata di soldati resi simili a degli zombi dalla sconfitta, un mondo tristemente maschile con pochissime donne sullo schermo». Peter Travers di Rolling Stone ha scritto che il film «potrebbe essere il miglior film di guerra mai fatto», affermando che Nolan «senza alcun sentimentalismo o ipocrisia, ha innalzato ad arte tale genere cinematografico. Dunkirk è una pietra miliare con la forza risonante di un classico del grande schermo».
David Ehrlich di Indiewire ha definito il film «un'opera stupenda di crudo spettacolo che ricerca l'ordine in mezzo al caos. È il film più contraddittorio realizzato da Christopher Nolan e, non a caso, è anche il suo migliore». Michael Phillips del Chicago Tribune è stato più critico, affermando che i tre piani narrativi del film non si intrecciano agevolmente, e «per questo considero Dunkirk una frustrazione che vale la pena, tenuta a galla da una genuina competenza. Per quanto [il film] sia potente ed eccitante, ho trovato i giochi di tempo auto-coscienti ed esasperanti, e nel contesto di una storia vera ma romanzata in cui sono state perse centinaia di vite, e centinaia si sono salvate, questo trucco nella struttura sembra, appunto, un trucco».

## Riconoscimenti
- 2018 - Premio Oscar
  - Miglior montaggio a Lee Smith
  - Miglior sonoro a Mark Weingarten, Gregg Landaker e Gary A. Rizzo
  - Miglior montaggio sonoro a Richard King e Alex Gibson
  - Candidatura per il miglior film a Emma Thomas e Christopher Nolan
  - Candidatura per il miglior regista a Christopher Nolan
  - Candidatura per la migliore fotografia a Hoyte van Hoytema
  - Candidatura per la migliore scenografia a Nathan Crowley e Gary Fettis
  - Candidatura per la migliore colonna sonora a Hans Zimmer
- 2017 - American Film Institute[55]
  - Migliori dieci film dell'anno
- 2017 - Chicago Film Critics Association[56][57]
  - Miglior regista a Christopher Nolan
  - Candidatura per il miglior film
  - Candidatura per il miglior montaggio
  - Candidatura per la miglior colonna sonora
  - Candidatura per la miglior fotografia
  - Candidatura per la miglior scenografia
- 2017 - Detroit Film Critics Society[58]
  - Candidatura per il miglior regista a Christopher Nolan
- 2017 - National Board of Review Awards[59]
  - Migliori dieci film dell'anno
- 2017 - San Diego Film Critics Society Awards[60][61]
  - Miglior fotografia a Hoyte Van Hoytema
  - Candidatura per il miglior film
  - Candidatura per il miglior regista a Christopher Nolan
  - Candidatura per il miglior montaggio a Lee Smith
  - Candidatura per la miglior scenografia a Nathan Crowley
  - Candidatura per la miglior colonna sonora
  - Candidatura per i migliori effetti speciali
  - Candidatura per la migliore sceneggiatura originale a Christopher Nolan
- 2018 - AACTA International Awards[62]
  - Miglior regista a Christopher Nolan
  - Candidatura per il Miglior film
  - Candidatura per la Miglior sceneggiatura
  - Candidatura per il Miglior attore non protagonista a Tom Hardy
- 2018 - BAFTA[63]
  - Miglior sonoro a Richard King, Gregg Landaker, Gary A. Rizzo e Mark Weingarten
  - Candidatura per il miglior film
  - Candidatura per il miglior regista a Christopher Nolan
  - Candidatura per la migliore colonna sonora a Hans Zimmer
  - Candidatura per la migliore fotografia a Hoyte van Hoytema
  - Candidatura per il miglior montaggio a Lee Smith
  - Candidatura per la migliore scenografia a Nathan Crowley e Gary Fettis
  - Candidatura per i migliori effetti speciali a Scott Fisher e Andrew Jackson

- 2018 - Critics' Choice Awards[64]
  - Miglior montaggio a Lee Smith
  - Candidatura per il Miglior film
  - Candidatura per il Miglior cast corale
  - Candidatura per il Miglior regista a Christopher Nolan
  - Candidatura per la Miglior fotografia a Hoyte Van Hoytema
  - Candidatura per la Miglior scenografia a Nathan Crowley e Gary Fettis
  - Candidatura per i Migliori effetti speciali
  - Candidatura per la Miglior colonna sonora a Hans Zimmer
- 2018 - Golden Globe[65]
  - Candidatura per il miglior film drammatico
  - Candidatura per il miglior regista a Christopher Nolan
  - Candidatura per la migliore colonna sonora originale a Hans Zimmer
- 2018 - Producers Guild of America Awards[66]
  - Candidatura per il Darryl F. Zanuck Award al miglior film
- 2018 - Satellite Award[67]
  - Miglior suono
  - Candidatura per il Miglior film
  - Candidatura per il Miglior attore non protagonista a Mark Rylance
  - Candidatura per il Miglior regista a Christopher Nolan
  - Candidatura per la Migliore sceneggiatura originale a Christopher Nolan
  - Candidatura per la Migliore fotografia a Hoyte van Hoytema
  - Candidatura per la Miglior colonna sonora originale a Hans Zimmer
  - Candidatura per i Migliori effetti visivi
  - Candidatura per il Miglior montaggio a Lee Smith
  - Candidatura per la Migliore scenografia
  - Candidatura per i Migliori costumi a Jeffrey Kurland
- 2018 - Premio César[68]
  - Candidatura per il Miglior film straniero
- 2018 - David di Donatello[69]
  - Miglior film straniero
- 2018 - Saturn Award[70]
  - Candidatura per il miglior film d'azione/di avventura